# Windows Workflow Foundation
Windows Workflow Foundation – struktura, która pozwala użytkownikom utworzyć systemowe, bądź ludzkie przepływy pracy (workflows) w swoich aplikacjach dla systemów Windows Vista, Windows XP oraz Windows 2003. Składa się z przestrzeni nazw, wewnątrzprocesowego silnika przepływu pracy oraz kreatorów dla Visual Studio 2005. WF może być użyty do prostych scenariuszy, jak np. przedstawianie kontrolek UI, bazując na danych wprowadzonych przez użytkownika, czy kompleksowych korporacyjnych rozwiązań, jak np. obsługa zamówień produktów, czy zarządzenie magazynem. Windows Workflow Foundation wprowadza specyficzny model programowania, re-hostowalny i dostosowywalny silnik przepływu pracy oraz narzędzia do szybkiego budowania aplikacji modelu przepływu pracy na platformach Windows.

## Scenariusze w których zaleca się stosowanie Windows Workflow Foundation
- umożliwianie przepływu pracy wewnątrz aplikacji biznesowych
- przepływ stron interfejsu użytkownika
- przepływ danych dokumentowo-centryczny
- przepływy pracy w środowiskach ludzkich
- proste przepływy dla aplikacji zorientowanych usługowo
- przepływ pracy do zarządzania systemami

Windows Workflow Foundation zapewnia spójny i znany z innych technologii .NET Framework 3.0 system tworzenia aplikacji, takich jak Windows Communication Foundation oraz Windows Presentation Foundation. API Windows Workflow Foundation umożliwia pełne wsparcie dla Visual Basic .NET oraz C#, wyspecjalizowany kompilator, debugowanie z wewnątrz przepływu pracy, graficzne projektowanie przepływu pracy oraz tworzenie przepływu danych przez pisanie kodu. Windows Workflow Foundation umożliwia, także rozszerzalny model do budowy dostosowywalnych aktywności (activities), które zawierają pełną funkcjonalność przepływu pracy, dla użytkownika końcowego do wielokrotnego użycia na przestrzeni wielu projektów.